# Rocca Bianca (Valle Germanasca)
La Rocca Bianca, (Ròca Bianca in piemontese) è una montagna alta 2.383 m s.l.m. delle Alpi del Monginevro nelle Alpi Cozie. Si trova in Piemonte al confine tra i comuni di Prali e Perrero.

## Descrizione

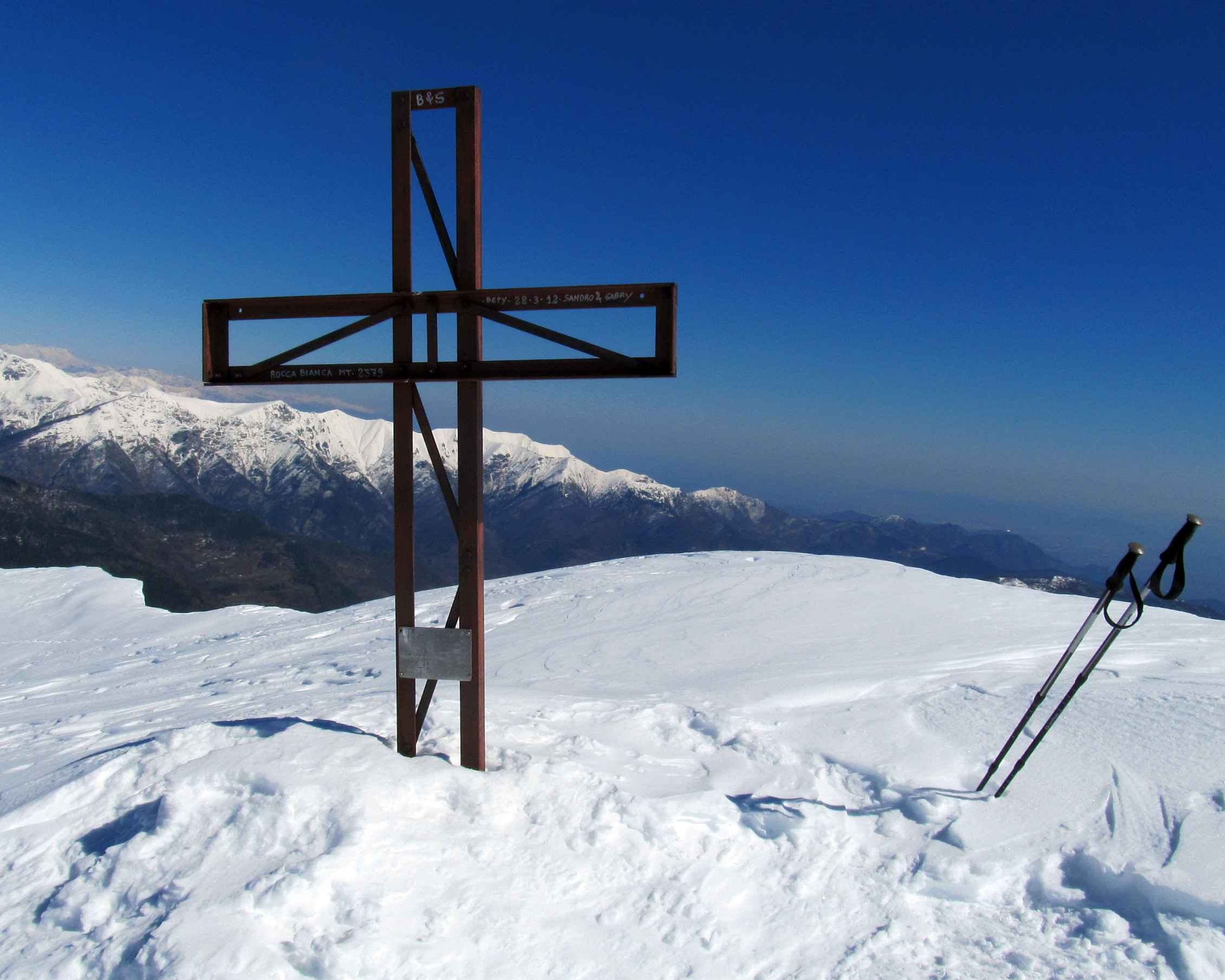
La croce di vetta

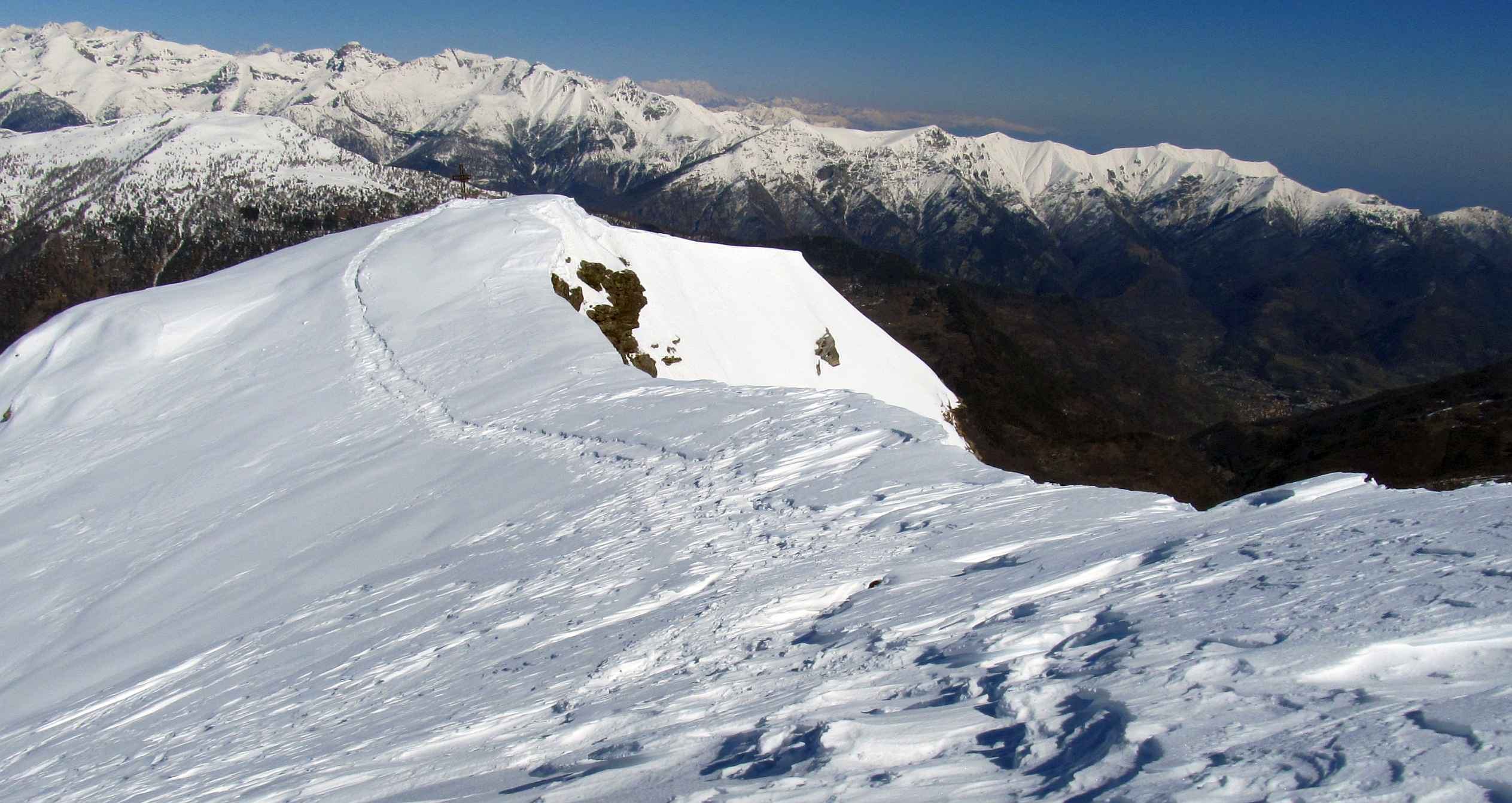
La croce vista dal punto culminante

La montagna è costituita da pendii non troppo ripidi salvo sul lato nord-orientale, caratterizzato da una parete quasi strapiombante e rigata da affioramenti di roccia biancastra.
Si trova sullo spartiacque tra il solco principale della val Germanasca (a ovest) e il vallone di Faetto. Da questo crinale nei pressi della vetta si distacca verso nord-ovest un crinale secondario che divide il vallone della Maiera da quella di Crosetto
, mentre lo spartiacque prosegue verso nord con la punta Gardetta (o cima delle Liste).
Nei pressi della cima sorge una croce di vetta metallica portata in loco dai giovani di Virle Piemonte nel 1985.
La quota di 2.379 m, spesso attribuita alla montagna, è quella del rilievo sormontato dalla croce, che si trova alcune decine di metri più a nord del punto culminante, costituito da un cocuzzolo arrotondato alto 2.383,9 m.
In corrispondenza della croce è collocato anche il punto geodetico trigonometrico dell'IGM codice 067011 denominato Rocca Bianca.

## Storia
La zona dove sorge la Rocca Bianca è ricca di testimonianze dell'attività mineraria che in passato ha caratterizzato la val Germanasca. In particolare attorno alla montagna si trovano varie cave di marmo abbandonate e le ex-miniere di talco di Pleinet (q.1943) e Sapatlè (q.2019 m).
Nella zona sono presenti anche alcune vecchie installazioni militari tra le quali una casermetta diroccata posta sul pendio che congiunge la cima della montagna con il colle della Balma (2.310 m).

## Accesso alla vetta
La via più semplice per salire alla Rocca Bianca è quella che partendo da Indiritti (Prali) raggiunge le ex-miniere di Sapatlè, poi il colle della Balma ed infine la vetta passando per il crinale sud; la difficoltà escursionistica dell'itinerario viene valutata in E.
Più che per l'itinerario escursionistico estivo la montagna è però nota come meta di una classica scialpinistica, frequentata fin dai primi rempi della diffusione di questa disciplina in Italia. L'itinerario è considerato relativamente poco rischioso per quanto riguarda il pericolo di valanghe.
Si tratta di una gita apprezzata dagli amanti delle ciaspole.